# Iulia Domna
Iulia Domna (2. století? – 217 Antakya) byla římská císařovna, druhá manželka římského císaře Septimia Severa a matka císařů Gety a Caracally. Někdy je zařazována mezi tzv. syrské císařovny.
Pocházela z města Emesy, dnešního Homsu. Jejím otcem byl Iulius Bassianus, velekněz místního boha Slunce, jehož hodnost přecházela v rodině z otce na syna. Za vlády svého muže byla považována za skutečnou držitelku moci. Její čestná titulatura se blížila titulatuře císařské, získala i tituly Augusta a Mater castrorum (matka táborů). Soustavně pracovala na tom, aby udržela císařskou hodnost ve své rodině. Zajímala se rovněž o duchovní otázky.
Po zavraždění svého syna Caracally a poté co slyšela o vzpouře se rozhodla spáchat sebevraždu. Možná její rozhodnutí uspíšilo i vědomí toho, že trpí rakovinou prsu. Její tělo bylo přeneseno do Říma a pochováno v Augustově mauzoleu. Později byly její ostatky přemístěny do Hadriánova mauzolea.